# Transcripción inversa

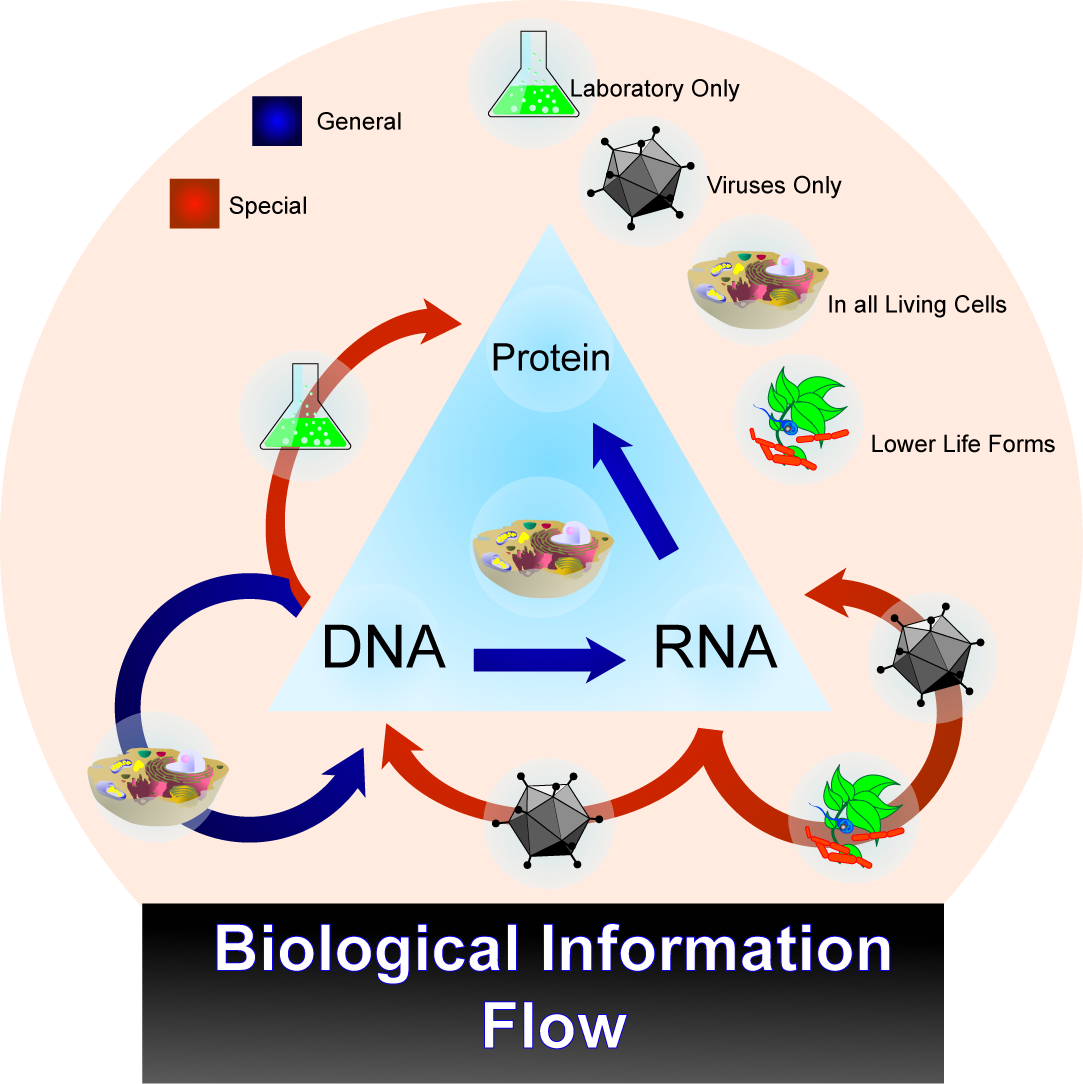
Transcripción inversa (flecha roja inferior de ARN a ADN) comparada con otras formas de transferencia de información genética.

La transcripción inversa (también, transcripción reversa, retrotranscripción) es un proceso de la biología molecular que implica la generación de una cadena de ácido desoxirribonucleico (ADN) de doble cadena denominado ADN complementario (ADNc) a partir de un ácido ribonucleico (ARN) de cadena simple.[cita requerida]

## Descripción
Esta actividad está mediada por varias enzimas e incluso por proteínas estructurales de la cápside de algunos virus, si bien la clave es la transcriptasa inversa o retrotranscriptasa. Descrita por vez primera en virus de la familia Retroviridae de forma independiente por los investigadores Howard Temin y David Baltimore en 1970, su descubrimiento supuso la primera evidencia de la falsedad del dogma central de la biología molecular.
El fundamento molecular de la retrotranscripción en retrovirus implica la conversión de dos ARNs de cadena simple con sentido positivo en una molécula de ADN ligeramente más larga que el ARN original debido a la repetición directa de las secuencias colindantes a los fragmentos originales (denominadas LTRs, del inglés, long terminal repeats).

## Virus que la utilizan para replicarse
Existen dos grupos de virus que utilizan la transcripción inversa para replicarse. 
- Virus ADN bicatenario retrotranscrito: entre ellos, los Hepadnaviridae (como los virus de la Hepatitis).
- Virus ARN monocatenario retrotranscrito: entre ellos, los Retrovirus (como el virus de VIH).